# Leena Nair
Leena Nair (Kolhapur, 11 giugno 1969) è una dirigente d'azienda indiana naturalizzata britannica, la prima donna e la più giovane Amministratrice Delegata di Chanel. In precedenza è stata responsabile delle risorse umane di Unilever.

## Biografia
Leena Nair, nata nel 1969 in India, di religione Hindu, a Kolhapur, Maharshtra, è la figlia di K. Karthikeyan e cugina degli industriali Vijay Menon e Sachin Menon. Studentessa della Holy Cross Convent High School di Kolhapur, ha studiato anche al New College Kolhapur. Prima di laurearsi alla XLRI – Xavier School of Management con medaglia d'oro (1990-1992), ha studiato ingegneria elettrica al Walchand College of Engineering, Sangli (Maharashtra). Dopo aver lavorato a Jamshedpur, è entrata in tre diverse fabbriche a Calcutta, Ambattur, Tamil Nadu e Taloja, Maharashtra.
Assunta alla Unilever, è diventata responsabile delle risorse umane (Chief Human Resource Officer) della società che opera in molteplici ambienti normativi e lavorativi sparsi in 190 paesi. Sotto la sua guida, Unilever è stata nominata il primo datore di lavoro scelto in 54 paesi. Membro del Leadership Executive di Unilever,  ha  guidato l'agenda per la diversità e l'inclusione.  Nair è una sostenitrice dei luoghi di lavoro centrati sull'uomo.
Nel dicembre 2021 è stata nominata amministratrice delegata di Chanel.

## Vita privata
Nair è sposata e ha due figli. I suoi interessi includono la lettura, la corsa, e i balli di Bollywood.